# Гельмут Гроскурт
Гельмут Гроскурт (нім. Helmuth Groscurth; 16 грудня 1898, Люденшайд, Німецька імперія — 7 квітня 1943, Фролово, РРФСР) — німецький офіцер, оберст Генштабу вермахту. Кавалер Німецького хреста в золоті.

## Біографія
7 лютого 1916 року вступив в армію. Учасник Першої світової війни. 15 травня 1920 року демобілізований. 1 червня 1924 року вступив у рейхсвер. З 26 серпня 1939 року — керівник відділу для особливих доручень ОКГ, з 12 жовтня 1939 по 7 лютого 1940 року — Генштабу сухопутних військ. Гроскурт був офіцером зв'язку між абвером і командуванням сухопутних військ. 15 лютого 1940 року відряджений в ОКГ. З 27 березня 1940 року — командир 1-го батальйону 172-го піхотного полку, потім — батальйону 570-го піхотного полку. З 25 листопада 1940 року — 1-й офіцер Генштабу 295-ї піхотної дивізії. 8-29 листопада 1941 року представляв начальника Генштабу 54-го армійського корпусу. З 1 березня 1942 року —  начальник Генштабу 11-го армійського корпусу. 22 січня 1943 року взятий в полон радянськими військами в Сталінграді. Помер в ув'язненні від тифу.

## Звання
- Фанен-юнкер (7 лютого 1916)
- Фенріх (12 грудня 1916)
- Лейтенант (30 жовтня 1917)
- Оберлейтенант (1 квітня 1926)
- Гауптман (1 листопада 1933)
- Майор (1 серпня 1937)
- Оберстлейтенант Генштабу (1 жовтня 1939)
- Оберст Генштабу (1 березня 1942)

## Нагороди
- Ганзейський Хрест (Бремен; 16 квітня 1918)
- Нагрудний знак «За поранення» в сріблі (14 листопада 1919)
- Залізний хрест 2-го класу (23 грудня 1919)
- Почесний хрест ветерана війни з мечами (29 грудня 1934)
- Медаль «За вислугу років у Вермахті»
  - 4-го і 3-го класу (12 років; 2 жовтня 1936) — отримав 2 нагороди одночасно.
  - 2-го класу (18 років; 23 лютого 1938)
- Пам'ятна військова медаль (Угорщина) з мечами
- Медаль за участь у Європейській війні (1915—1918) з мечами (Третє Болгарське царство)
- Орден Заслуг (Угорщина), офіцерський хрест (10 травня 1938)
- Застібка до Залізного хреста 2-го класу
- Залізний хрест 1-го класу
- Штурмовий піхотний знак в сріблі
- Орден Михая Хороброго 3-го класу (Румунське королівство; 29 липня 1942)
- Німецький хрест в золоті (20 листопада 1942)